# Ilham Alíev
Ilham Alíev (àzeri: İlham Əliyev)  (Bakú, 24 de desembre de 1961) és el president de l'Azerbaidjan des del 2003. Va succeir el seu pare, Heidar Alíev, que havia presidit el país entre 1993 i 2003. És el líder del Partit del Nou Azerbaidjan (Yeni Azərbaycan Partiyası). Parla àzeri, turc, anglès, francès i rus, i és musulmà xiïta. Està casat amb Mehriban Aliyeva, vicepresidenta del país.

## Biografia
Ilham Aliyev és fill d'Heidar Alíev, president de l'Azerbaidjan de 1993 a 2003. La seva mare Zarifa Aliyeva era una oftalmòloga azerbaidiana. També té una germana gran, Sevil Aliyeva. El 1977, Ilham Aliyev va entrar a l'Institut Estatal de Relacions Internacionals de Moscou (MGIMO-MSIIR) i el 1982, va continuar la seva formació com a postgrau. El 1985 es va doctorar en història. De 1985 a 1990, Aliyev va donar una conferència al MSIIR. De 1991 a 1994, va dirigir un grup d'empreses industrials-comercials privades. Entre 1994 i 2003, va ser vicepresident, i més tard primer vicepresident de SOCAR, l'empresa estatal de petroli i gas de l'Adzerbaidjan. Des de 1997, Alíev és el president del Comitè Olímpic Nacional de l'Azerbaidjan.

### President de l'Azerbaidjan
Liyev va esdevenir president del país el 31 d'octubre de 2003 després d'un mandat de dos mesos com a primer ministre de l'Azerbaidjan, a través d'unes eleccions presidencials marcades per irregularitats, poc abans de la mort del seu pare. Va ser reelegit per a un segon mandat el 2008 i se li va permetre presentar-se a les eleccions indefinidament a causa del referèndum constitucional del 2009, que va eliminar els límits de mandats dels presidents, sent reelegit el 2013, 2018 i 2024.
El 8 d'agost de 2025, el primer ministre d'Armènia, Nikol Pashinyan i  Aliyev van signar a la Casa Blanca un preacord de pau auspiciat pel president dels Estats Units d'Amèrica, Donald Trump per posar final a la crisi fronterera, reobrint-se el corredor que uneix l'Azerbaidjan amb l'enclavament de Nakhtxivan, que s'anomenarà Ruta Trump per a la Pau i la Prosperitat Internacional.